# The Iron Claw
The Iron Claw er en amerikansk stumfilm fra 1916 af Edward José og George B. Seitz.

## Medvirkende
- Pearl White som Margery Golden
- Creighton Hale som Davey
- Sheldon Lewis som Legar
- Harry L. Fraser
- J. E. Dunn som Enoch Golden